# Paula Escobar
Paula Escobar Chavarría (nascida em 1968) é editora, colunista, jornalista, professora e escritora chilena. Ela recebeu o Prêmio Lenka Franulic. É colunista de opinião do La Tercera, apresentadora e palestrante da CNN Chile, fundadora e diretora executiva da Cátedra Mulheres e Mídia da Universidade Diego Portales e professora titular da Faculdade de Comunicações da UDP.

## Vida pregressa
Paula Escobar estudou jornalismo na Pontifícia Universidade Católica do Chile e possui mestrado em Literatura Comparada.[carece de fontes?]

## Carreira
Paula foi jornalista da revista Pluma y Pincel entre 1987 e 1988. Entre 1988 e 2001, trabalhou na revista Caras como jornalista, diretora e editora. Paralelamente, entre 1999 e 2001, foi editora-chefe da Televisa Chile.[carece de fontes?]
Entre 2001 e 2020, foi editora de todas as revistas do Jornal El Mercurio. Em 2014, proibiu o uso de retoque digital nos suplementos do jornal, o uso de modelos menores de idade e de baixo peso e a publicação de dietas milagrosas.
Ela foi colunista do The Huffington Post (2011-2016), e do La Tercera. Atualmente, trabalha na televisão, como apresentadora do programa Influential e como palestrante do Tolerancia Cero, ambos da CNN Chile.[carece de fontes?]
Lecionou na Pontifícia Universidade Católica do Chile e na Universidade Diego Portales. Neste último, é diretora executiva da cátedra Mulheres e Mídia e acadêmica da Escola de Jornalismo. Foi presidente da Comissão de Revistas da Associação Nacional de Imprensa do Chile e vice-presidente da Associação Nacional de Mulheres Jornalistas do Chile. Ela também foi vice-presidente da Comunidad Mujer, membro da Iniciativa de Paridade de Gênero do Fórum Econômico Mundial e membro do conselho da Fundação Jovens Líderes Globais do FEM, com sede em Genebra.[carece de fontes?]

## Outras atividades
- O Novo Humanitário, Membro do Conselho de Administração (2021-presente)[6]

## Publicações
- Os segredos de Totó (2002) (ISBN 9562392317)
- 24/24 Um dia na vida de 24 mulheres chilenas (2005), junto com Karim Gálvez e Pilar Segovia. (ISBN 978-956-239-409-3)
- Retratos de inovadores (2009) (ISBN 9789562396981)
- Uma história das revistas chilenas (2012) (com Cecilia García Huidobro)
- Ei, presidente/a (2014) (ISBN 978-956-324-302-4)[7]
- Conversas com María Teresa Ruiz (2018)
- El año de la Plaga (2020), (com Francisco Javier Olea)
- Un Mundo Incierto: Treinta Conversaciones (2021)
- Um Mundo Alerta (2022)

## Prêmios e reconhecimento
Ela recebeu vários prêmios, incluindo:
- Prêmio Lenka Franulic (2014) [8]
- 100 Mulheres, BBC (2015) [9]